# 元時
元時（？年—？年），江蘇太倉州人，由順天府鄕試舉人，考取正藍旗覺羅教習，乾隆四十七年正月署四川順慶府岳池縣知縣。是一位政治人物，明清時曾在四川順慶府岳池縣（位於今四川東北部，武周萬歲通天二年分南充、相如二縣置，是一個千年古縣）擔任官吏。